# El río del tiempo (antología)
El río del tiempo (1986) es una antología  de relatos cortos de ciencia ficción de David Brin.

## Contenido
- "Las esferas de cristal" (primera publicación en 1984) (ganador del Premio Hugo en 1985 en la categoría de relato corto)
- "The Loom of Thessaly" (primera publicación en 1981)
- "The Fourth Vocation of George Gustaf" (primera publicación en 1984)
- "Senses Three and Six"
- "Toujours Voir"
- "A Stage of Memory"
- "Just a Hint" (primera publicación en 1980)
- "Tank Farm Dynamo" (primera publicación en 1983)
- "Thor conoce al Capitán América", que dio lugar al cómic Los comedores de vida  de 2002.
- "Lungfish"
- "El río del tiempo" (primera publicación en 1981 como "Coexistencia" en revista de ciencia ficción de Isaac Asimov.

## Disponible en la Red
Varias de las novelas y cuentos cortos contenidos en  El río del tiempo están disponibles gratuitamente en la página web  oficial de David Brin